# Klassifikation der Flächen
Der Klassifikationssatz für 2-Mannigfaltigkeiten aus dem mathematischen Teilgebiet der Topologie  sagt aus, in welche Klassen zusammenhängende 2-Mannigfaltigkeiten (auch Flächen genannt) eingeteilt werden können. Zusätzlich gibt er auch an, wie man Repräsentanten dieser Klassen erzeugt und wie man nachprüft, ob zwei 2-Mannigfaltigkeiten derselben Klasse angehören. Der Klassifikationssatz selbst lautet:
Jede geschlossene zusammenhängende Fläche ist homöomorph zu genau einem der drei folgenden Räume:
- einer 2-Sphäre,
- einer zusammenhängenden Summe von Tori,
- einer zusammenhängenden Summe von projektiven Ebenen.

Die ersten beiden Räume geben die Möglichkeiten für orientierbare Flächen an. Man kann sie sich als Kugeln mit angeklebten Henkeln vorstellen. Nichtorientierbare Flächen werden durch die dritte Klasse abgedeckt.
Eine Abwandlung dieses Satzes, bei der die Euler-Charakteristik verwendet wird, lautet:
Zwei kompakte Flächen sind genau dann homöomorph, wenn sie dieselbe Euler-Charakteristik besitzen und beide orientierbar oder beide nicht orientierbar sind.
Zur Klassifikation einer Fläche muss man demnach nur deren Euler-Charakteristik berechnen und ermitteln, ob sie orientierbar oder nicht orientierbar ist.

## Beweis
Der Beweis des Satzes erfolgt in mehreren Schritten:
1. Triangulierung der Fläche
2. Konstruktion eines Fundamentalpolygons
3. Entfernen von Kantenfolgen {\displaystyle aa^{-1}}
4. Alle Ecken des Polygons als einen Punkt identifizieren
5. Kanten {\displaystyle a} und {\displaystyle a} in Nachbarschaft bringen
6. Kantenfolgen {\displaystyle aba^{-1}b^{-1}} konstruieren
7. Verbundene Summe projektiver Ebene und Torus ⇒ Verbundene Summe dreier projektiver Ebenen
8. Nichtäquivalenz der Klassen mittels der Euler-Charakteristik

Schritt acht des Beweises wird hier näher ausgeführt. Bis hierher wurde gezeigt, dass jede Fläche homöomorph zu einer 2-Sphäre, einer verbundenen Summe von Tori oder einer verbundenen Summe von projektiven Ebenen ist. Es ist aber noch möglich, dass die verbundene Summe von {\displaystyle n} Tori zur verbundenen Summe von {\displaystyle m} Tori ({\displaystyle n\neq m}) homöomorph ist. Das Gleiche gilt für die verbundene Summe von projektiven Ebenen.
Um dies auszuschließen, nimmt man die Euler-Charakteristik zu Hilfe. Diese ist eine topologische Invariante. Haben die beiden verbundenen Summen also eine unterschiedliche Euler-Charakteristik, so sind sie nicht homöomorph.
Die Euler-Charakteristik der verbundenen Summe zweier Flächen berechnet sich zu
{\displaystyle \chi (S_{1}\#S_{2})=\chi (S_{1})+\chi (S_{2})-2}
Damit erhält man folgende Euler-Charakteristiken:
- verbundene Summe von {\displaystyle n} Tori: 2 - 2n
- verbundene Summe von {\displaystyle n} projektiven Ebenen: 2 - n

Infolgedessen ist ausgeschlossen, dass die verbundene Summe von {\displaystyle n} Tori zur verbundenen Summe von {\displaystyle m} Tori ({\displaystyle n\neq m}) homöomorph ist. Entsprechendes gilt auch für die verbundene Summe von projektiven Ebenen.